# Khyber Pakhtunkhwa

Khyber Pakhtunkhwa

Khyber Pakhtunkhwa (förkortat KP eller KPK, tidigare Nordvästra gränsprovinsen) är den minsta av Pakistans fyra provinser. Provinsens yta uppgår till 74 521 km² och folkmängden var år 1998 cirka 18 miljoner. Huvudstad och största stad är Peshawar. Det största språket i provinsen är pashto och de flesta invånare är, liksom i angränsande delar av Afghanistan, pashtuner. Utmed gränsen mot Afghanistan fanns fram till 2018 ett antal små federalt administrerade halvautonoma stamområden som även de huvudsakligen bebos av pashtuner. Den 31 maj 2018 uppgick dessa områden till fullo i den  provinsen Khyber Pakhtunkhwat. Gränsen mot Afghanistan är inte strikt bevakad utan tillåter stor rörlighet inom det pashtunska området.
Under 1950-talet stöddes en separatiströrelse som kämpade för ett eget Pakhtunistan av den afghanska regeringen. Under kriget i Afghanistan på 1980-talet och 1990-talet kom många flyktingar till provinsen, och området utgjorde också en viktig stödjepunkt för samarbetet mellan Pakistan och USA å ena sidan, och den antisovjetiska afghanska gerillan å den andra sidan.
De pashtuner som är fast bosatta i provinsen har kämpat för ett namnbyte på provinsen till Pakhtunkhwa, vilket dock motarbetats av den punjabidominerade pakistanska regeringen.

## Historia
Khyber Pakhtunkhwa var först en 1901 till gränsens skydd mot Afghanistan och Pamir bildad provins i nordvästligaste delen av Brittiska Indien, med en yta av 124 445 km² och en befolkning på 3 819 027 inv. (1911). Endast 42 645 km², med 2 196 933 inv., var dock omedelbart brittiskt område; återstoden innehades av stammar under vicekungens agenter. Provinsen omfattade distrikten Hazara, Kohat, Bannu och Dera Ismail Khan, som förut hörde till Punjab, samt bergstrakterna mellan dessa distrikt och Afghanistans gräns, bebodda av oberoende stammar och delade i 5 agentområden: Dir, Swat och Chitral, med huvudorten Malakand, samt Khaibar, Kurram, Tochi och Wana.

## Distrikt
Provinsen Khyber Pakhtunkhwa är indelat i distrikt enligt följande: